# Pterostichus burmeisteri
Pterostichus burmeisteri är en skalbaggsart som beskrevs av Oswald Heer 1841. Pterostichus burmeisteri ingår i släktet Pterostichus, och familjen jordlöpare. Arten har ej påträffats i Sverige.

## Bildgalleri

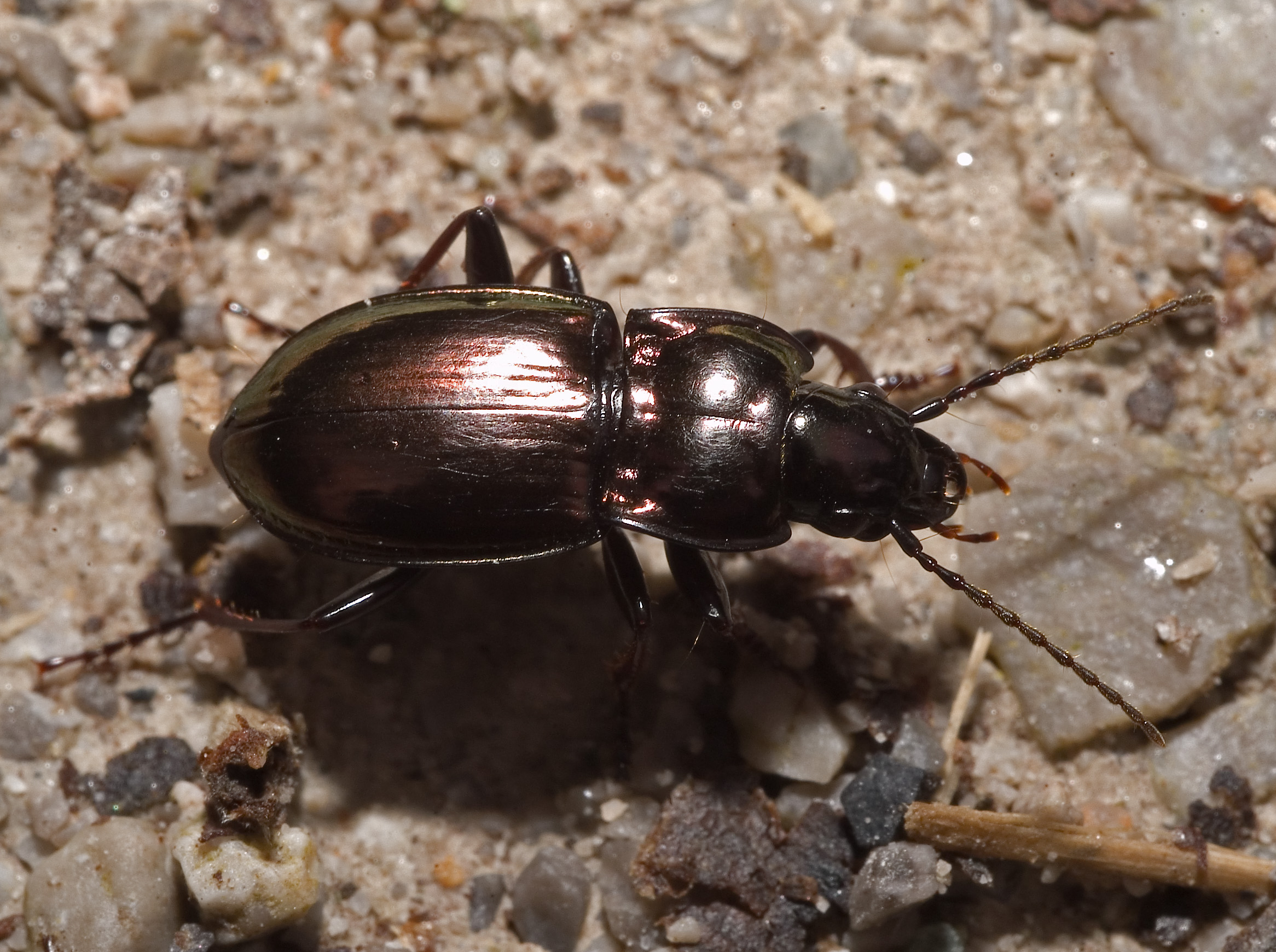